# Región metropolitana de Goiânia
La región metropolitana de Goiânia, conocida popularmente como Grande Goiânia, es un conurbación de ciudades alrededor de Goiânia, capital del estado brasileño de Goiás. 

## Características
Creada el 30 de diciembre de 1999 por la Ley Complementaria Estatal número 27, la Región Metropolitana de Goiânia es la primera de la Región Centro-Oeste del Brasil.
- Los Satélite Mapa

Englobando trece municipios, la Región Metropolitana de Goiânia ocupa una área de 5.787 km². Es la región más expresiva del estado de Goiás, conteniendo cerca de 35% de su población total, un tercio de sus electores, cerca de 80% de sus estudiantes universitarios y aproximadamente el 36,5% de su producto interno bruto.

## Demografía
Según el IBGE, viven un poco más de dos millones de personas en esta región metropolitana, lo que hace de ella la décima segunda más populosa del país y la 210.ª del mundo.

### Calidad de vida
Datos divulgados en 2000 por el IBGE mostraron que la Región Metropolitana de Goiânia poseía un Índice de Desarrollo Humano (IDH) del 0,812, posicionándola como la decimocuarta región metropolitana del país en calidad vida. Con la disolución de seis regiones metropolitanas brasileñas en 2007, la Región Metropolitana de Goiânia ascendió a la novena posición en la lista. El IDH de la región es un poco más elevado que la media nacional (0,800).

### Religión
La Región Metropolitana de Goiânia es el área menos  católica de todo el estado de Goiás, con poco más de 60% de su población declarándose seguidora de esta religión mientras que en otras áreas del estado la tasa de católicos varia del 65% al 85%: por otro lado, una de las religiones del estado con mayor índice de crecimiento es el protestantismo. De acuerdo con el estudio  Economía de las Religiones, realizado por la fundación Getúlio Vargas, Goiânia es la capital brasilera con el mayor número de evangélicos.

## Municipios
| Municipio              | Área (km²) | Población (IBGE/2010) | Producto interno bruto en reales (IBGE/2005) | Índice de Desarrollo Humano ( PNUD/2000) |
| ---------------------- | ---------- | --------------------- | -------------------------------------------- | ---------------------------------------- |
| Abadia de Goiás        | 146        | 6.698                 | 22.861.000,00                                | 0,742                                    |
| Aparecida de Goiânia   | 288        | 442.978               | 2.198.429.000,00                             | 0,764                                    |
| Aragoiânia             | 219        | 8.300                 | 26.618.000,00                                | 0,759                                    |
| Bela Vista de Goiás    | 1.277      | 23.981                | 249.510.000,00                               | 0,744                                    |
| Goiânia                | 739        | 1.256.514             | 13.354.065.000,00                            | 0,832                                    |
| Goianápolis            | 162        | 10.562                | 38.313.000,00                                | 0,689                                    |
| Goianira               | 200        | 33.556                | 132.683.000,00                               | 0,740                                    |
| Guapó                  | 517        | 13.841                | 52.245.000,00                                | 0,729                                    |
| Hidrolândia            | 944        | 17.251                | 130.446.000,00                               | 0,736                                    |
| Nerópolis              | 204        | 24.032                | 210.511.000,00                               | 0,785                                    |
| Santo Antônio de Goiás | 133        | 4.639                 | 18.174.000,00                                | 0,749                                    |
| Senador Canedo         | 245        | 82.712                | 1.522.708.000,00                             | 0,729                                    |
| Trindade               | 713        | 98.159                | 449.352.000,00                               | 0,759                                    |
| Total                  | 5.787      | 2.023.223             | 18.405.915.000,00                            | 0,812                                    |